# Jerzy Ustupski
Jerzy Ustupski (1 de abril de 1911-25 de octubre de 2004) fue un deportista polacos que compitió en remo.
Participó en los Juegos Olímpicos de Berlín 1936, obteniendo una medalla de bronce en la prueba de doble scull. Ganó dos medallas en el Campeonato Europeo de Remo, bronce en 1932 y oro en 1935.

## Palmarés internacional
| Juegos Olímpicos   | Juegos Olímpicos      | Juegos Olímpicos  | Juegos Olímpicos |
| Año                | Lugar                 | Medalla           | Prueba           |
| ------------------ | --------------------- | ----------------- | ---------------- |
| 1936               | Berlín (Alemania)     | Medalla de bronce | Doble scull      |
| Campeonato Europeo |                       |                   |                  |
| Año                | Lugar                 | Medalla           | Prueba           |
| 1932               | Belgrado (Yugoslavia) | Medalla de bronce | Doble scull      |
| 1935               | Berlín (Alemania)     | Medalla de oro    | Doble scull      |